# فرناندو کاسترو سانتوس
فرناندو کاسترو سانتوس (انگلیسی: Fernando Castro Santos؛ زادهٔ ۲۰ فوریهٔ ۱۹۵۲) بازیکن فوتبال اهل اسپانیا است.